# Volxtheaterkarawane
Volxtheaterkarawanen er et omrejsende projekt tilknyttet Volxtheater Favoriten. Projektet føres af en gruppe teaterfolk, der siden 1994 har lavet internationale teaterforestillinger i offentligt rum tilpasset specifikke steder, men også scenebaserede opførelser. Det er et politisk og artistisk projekt, der er en del af No Border Network og Platform for a World Without Racism. Det skaber kritisk indstillet teater, der sigter efter racisme, grænser, migrationskontrol og andre former for social kontrol.
Projektet har base i Ernst-Kirchweger-hus (EKH), det tidligere hovedkvarter for det østrigske kommunistparti i Wien, en legaliseret besat bolig, der huser migranter og flygtninge, samfundsaktiviteter og politiske grupper. Volxteateret har ingen permanente medlemmer. Der er ingen instruktører; skuespillene udvikles gennem lange diskussioner med stor forskellighed i synspunkter.